# Тихонюк Ганна Іллівна
Ганна Іллівна Тихонюк (1919, село Гаї Старобрідські, Бродський повіт, Тернопільське воєводство, Польська Республіка — ?) — українська радянська діячка, доярка колгоспу «Прогрес» села Гаї Бродівського району Львівської області. Герой Соціалістичної Праці (22.03.1966). Депутат Верховної Ради СРСР 6—7-го скликань.

## Біографія
Народилася 1919 року у селі Гаї Старобрідські на Брідщині (нині село Гаї, Золочівського району, Львівської області) в селянській родині. Закінчила початкову школу.
З 1933 по 1939 рік наймитувала в заможних селян та польського поміщика. З 1939 по 1949 рік працювала в сільському господарстві батьків.
З 1949 року — колгоспниця, доярка колгоспу «Прогрес» села Гаї Бродівського району Львівської області. Досягала високих надоїв молока.
Указом Президії Верховної Ради СРСР від 22 березня 1966 року Ганні Тихонюк присвоєно звання Героя Соціалістичної Праці з врученням ордена Леніна та золотої медалі «Серп і Молот».
Потім — на пенсії в селі Гаї Бродівського району Львівської області.

## Нагороди
- Герой Соціалістичної Праці (22.03.1966);
- два ордени Леніна (26.02.1958, 22.03.1966);
- медалі.